# Treći svibnja 1808.
Treći svibnja 1808. je slika Francisca Goye; jedna od najpoznatijih i posebno utjecajnih svjetskih slika, koja je kasnije bila nadahnuće Manetu i Picassu za slike s ratnom tematikom. 

## Povijest
Platno prikazuje smaknuće strijeljanjem nekolicine ustanika, sudionika u pobuni protiv Josépha Bonapartea, kojega je na španjolsko prijestolje postavio njegov brat Napoleon. Taj narodni ustanak naveo je Goyu da o tim događajima svjedoči na realističan i alegoričan način dvjema slikama: 2. svibnja 1808., i 3. svibnja 1808. koje je naslikao šest godina kasnije, kada je Napoleon protjeran iz Španjolske, za španjolsku oslobodilačku vladu.
Ova slika je kasnije bila nadahnuće za druge slike s ratnom tematikom, kao npr. Edouardu Manetu za sliku „Smaknuće cara Maximilijana“ iz 1868. godine, ali i Pablu Picassu za njegovu sliku „Masakr u Koreji“ iz 1951. godine.

## Odlike
Dramatični prizor se događa noću, na osamljenom mjestu, na brežuljku u blizini kuće Pija, u blizini madridske kraljevske palače s crkvom koja je simbolički prikazana kao veliki tamni obris u pozadini. Goya slavi ustaničku hrabrost, ali objektivno prikazuje suvremenu metodu ubijanja: u prednjem planu na desnoj strani poredan je bezlični streljački vod, dok s lijeve strane, stoje mučenici za neovisnost, okupljeni oko lika u bijeloj košulji, osvijetljena žutim svjetlom svjetiljke položene na zemlju. 
Kompozicija slike se zasniva na dvije međusobno suprotstavljene skupine: Desna strana je organizirana prema ravnim linijama vojnika i njihovih musketa u perspektivi, dok je ijeva ispunjena žrtvama raspoređenim duž zakrivljenih linija oko čovjeka u bijeloj košulji. Pravilan ritam tamne mase "slijepog" streljačkog voda u kontrastu je s osvijetljenim i dinamičnim "životnim" žrtvama. Izvor svjetla je svjetiljka na tlu ispred vojnika, ali također i odbijajući se od brežuljka i odjeće središnjeg lika. Svjetlost kroz tamu širi blistave zrake koje ističu pojedinosti na licima likova i njihovim položajima tijela, ali i u krvi koja natapa tlo.
Emocionalne poze i geste su naglašene jakim potezima kista, a podignute ruke glavnog lika se alegorijski povezuju s žrtvovanjem Isusa Krista na križu. Jasne boje njegove odjeće u kontrastu naspram prigušene boje okoline pojačavaju dramatičnost i vjersku simboliku prikaza. Njegova prkosna poza raširenih ruku ponavlja se u pozi leša u prvom planu. Goya kao da želi reći kako još nismo naučili pouku Isusovog raspeća. Goya također, miješajući jaku crvenu i smeđu, stvara iluziju kako krv žrtava teče direktno u zemlju.
Vojnici su poredni u vrstu s vojničkom krutošću, svaki u istom položaju raširenih nogu kako bi ukrotili puščani trzaj. Oni tvore nejasni niz sivoga i smeđega u kojemu se mijenja tek boja njihovih naprtnjača. Slikareva namjera je bila da gledalac streljački vod zamijeti tek pošto promotri osuđenike i poistovjeti se s njima. 
Lica Španjolaca u sredini prikazana su krajnje karakterni, kao maske koje ilustriraju očaj, strah i užas. Svako lice ima vlastiti identitet, bjeloočnice im odaju užas, a lica im se grče od straha. Lica su prikazana odlučnim potezima kista sa samo natruhama crne boje i zamagljenim crvenilom u boji njihove kože koje pridonosi snažnom efektu kjaroskura. Način na koji se Goya koristi bojom pokazuje okretanje suvremenoj umjetnosti slobode boje i kompozicije u nadolazećem romantizmu.